# Viaduc des Barrails
Le viaduc des Barrails est un double viaduc de 1 460 mètres de longueur de l'autoroute française A89 situé sur la commune d'Arveyres dans le département de la Gironde, en France.
Le viaduc commence au sud juste après la barrière de péage d'Arveyres. Au nord, il se situe à 1 200 mètres du viaduc du Mascaret qui traverse la Dordogne.
Le viaduc surplombe la Commanderie du Viaduc, une annexe de la Commanderie d'Arveyres, et le viaduc d'Arveyres de la ligne de Paris-Austerlitz à Bordeaux-Saint-Jean.

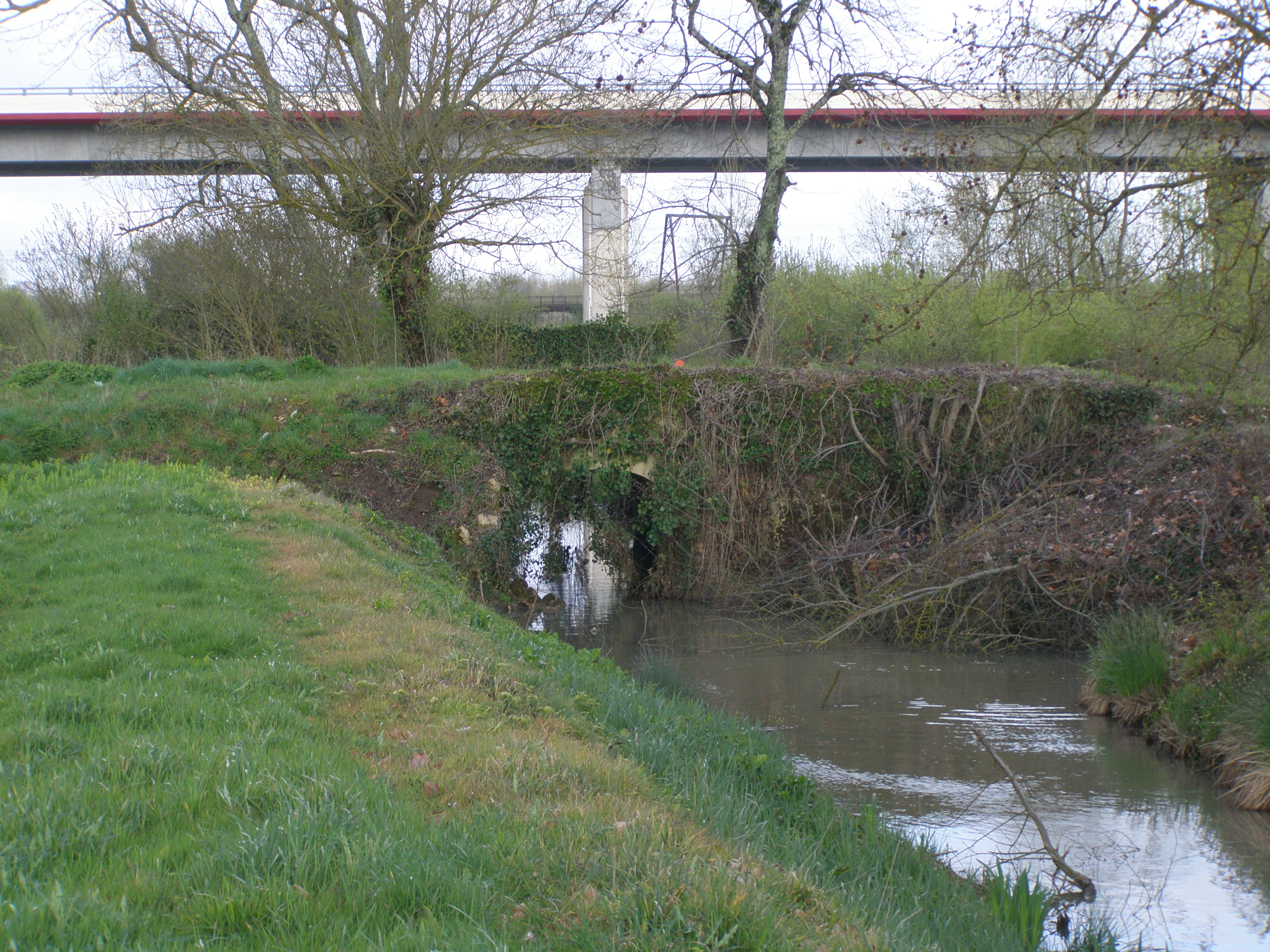
Le viaduc et la Commanderie du Viaduc (annexe de la Commanderie d'Arveyres).